# Chuck Mosley

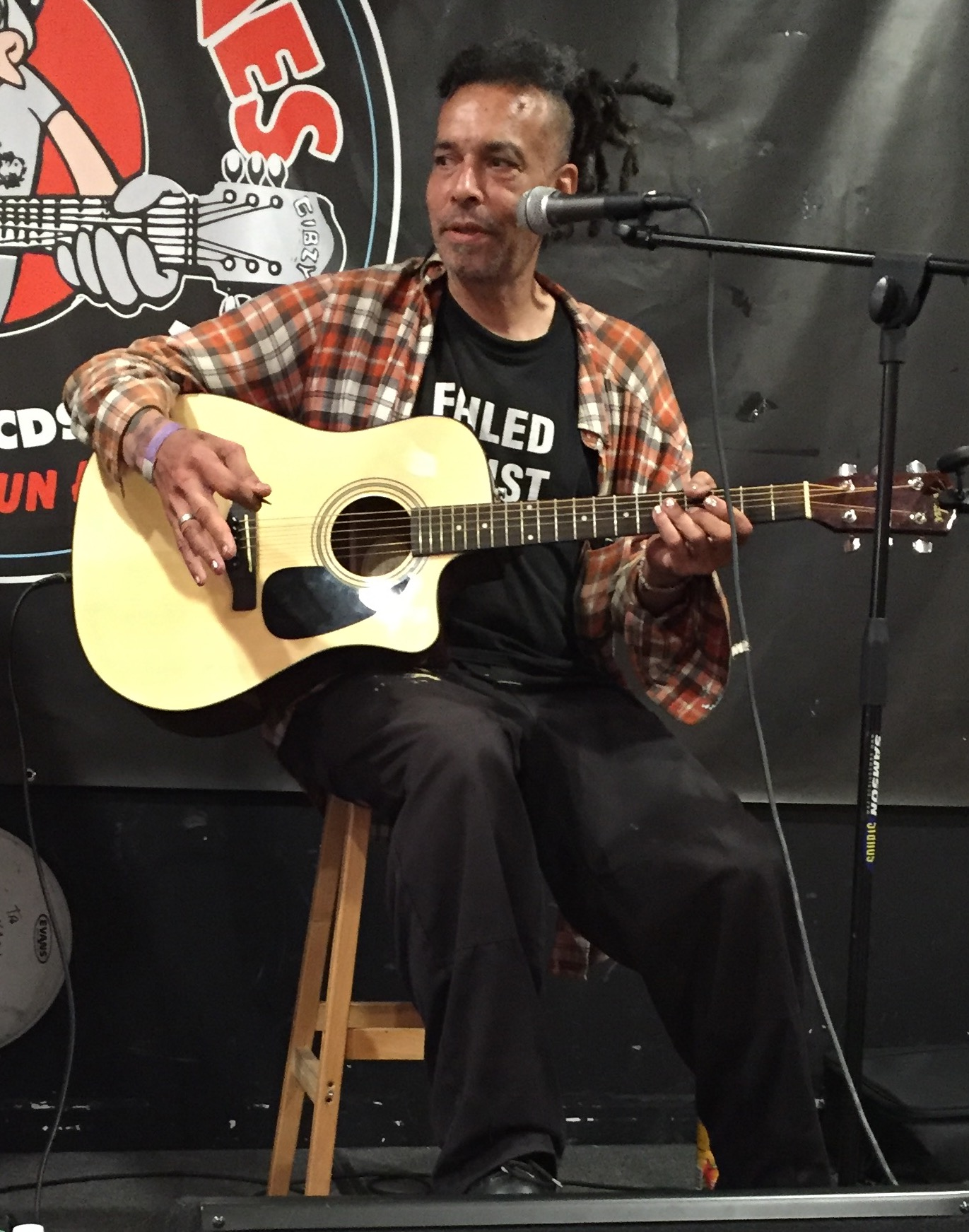
Chuck Mosley (2016)

Charles Henry Mosley III  (* 26. Dezember 1959 in Hollywood, Kalifornien; † 9. November 2017 in Cleveland, Ohio) war ein US-amerikanischer Musiker, Sänger und Songwriter. Er wurde insbesondere bekannt als Sänger von Faith No More von 1984 bis 1988.

## Leben

### Kindheit und Jugend
Chuck Mosley wurde in Hollywood geboren, wuchs aber in South Central und Venice, Los Angeles auf. Er wurde in sehr jungen Jahren adoptiert. Sowohl seine biologischen, als auch seine Adoptiveltern hatten laut Mosley dieselben ethnischen Wurzeln. In beiden Fällen hatte der Vater afroamerikanische und indianische Wurzeln, während die Mutter Jüdin war. Beide gehörten einer sozialistischen/kommunistischen Bewegung in den 1950ern an. Mosley machte so bereits in jungen Jahren Erfahrungen mit Rassismus und musste erleben, dass sein Vater aus anderen Trinkwasserspendern trinken musste als seine Mutter. Auch wurde sein Vater politisch verfolgt durch das FBI. In den 1970ern lernte er die Drogenkultur kennen. Zeit seines Lebens hatte er mit Drogenabhängigkeit zu kämpfen.

### Mit Faith No More
Mosley und Billy Gould spielten bereits 1979 zusammen in der Band The Animated. Mosley übernahm dort das Keyboard. 1984 wechselte er zur Post-Punk-Band Haircuts That Kill. 1985 stieg er bei Faith No More ein und wurde deren Lead-Sänger. Mit Faith No More spielte er die Alben We Care a Lot (1985) und Introduce Yourself (1987). Das Verhältnis in der Band kippte ab 1987, als Mosley sich insbesondere mit Gould und Jim Martin überwarf. So kam es zu offenen Auseinandersetzungen innerhalb der Band, was darin gipfelte, dass Mosley Gould auf der Bühne angriff. Später erklärte Mosley dies durch seinen Drogenkonsum. Sein Nachfolger wurde Mike Patton.
Mosley verklagte seine ehemalige Band 1989 auf finanzielle Beteiligung, da er als Songwriter Rechte an einigen Songs und auch am Namen der Band habe. Die Sache wurde außergerichtlich geklärt und Mosley gab einige seiner Rechte ab. Jedoch war dies offenbar nicht ganz geklärt, denn Mosley verkaufte die Rechte an We Care a Lot später an Manifesto Records, was nach Ansicht der Band gegen die damalige Vereinbarung verstieß. Dementsprechend verklagte die Band Mosley und Manifesto Records 2015.

### Nach Faith No More
Von 1990 bis 1992 sang Mosley bei den Bad Brains und ersetzte dort Originalsänger H.R., damit die Band weiter touren konnte. Er tourte etwa eineinhalb Jahre mit der Band. Ein Album auf Atlantic Records war geplant, aber der Plattenvertrag kam nicht zustande. Sein Nachfolger wurde Israel Joseph-I, der das Rise-Album einsang.
1992 gründete Mosley die Funk-Rock-Band Cement, die 1993 und 1994 zwei Alben veröffentlichte. Bei der Tour zu ihrem 1994er Album The Man with the Action Hair verunglückte ihr Van und Mosley brach sich dabei den Rücken. Kurz darauf löste sich die Band auf. Mosley hatte zu diesem Zeitpunkt zwei kleine Kinder und zog sich nach Cleveland, Ohio zurück, wo er als Küchenchef in verschiedenen Restaurants arbeitete. Einmal trat er bei Mike Rowes Show Dirty Jobs auf.
2007 kündigte er sein Comeback als Musiker an. Er gründete VUA (Vanduls Ugenst Allliderasy) und veröffentlichte 2009 das Album Will Rap Over Hard Rock for Food. Am ersten Album beteiligten sich unter anderem Jonathan Davis und Roddy Bottum. Nach 2010 trat er bei mehreren Faith-No-More-Show als Gastsänger auf. Privat ging es ihm schlechter, seine Familie verarmte zusehends und er hielt sich durch Spenden von Fans und Freunden über Wasser.
2017 unternahm er weitere Versuche als Musiker wieder Fuß zu fassen und schloss sich der Industrial-Supergroup Primitive Race an. Das gemeinsame Album Soul Pretender erschien am 3. November 2017, eine Woche vor seinem Tod.

### Tod
Am 9. November 2017 wurde Mosley von seiner Partnerin tot in seinem Haus in Cleveland aufgefunden. Er starb im Alter von 57 Jahren, vermutlich an einer Überdosis Heroin.

## Diskografie

### The Animated
- 1981: Four Song EP (Keyboards)

### Faith No More
- 1985: We Care a Lot (Gesang)
- 1987: Introduce Yourself (Gesang)

### Cement
- 1993: Cement (Gitarre, Gesang)
- 1994: The Man with the Action Hair (Gitarre, Gesang)

### Chuck Mosley and VUA
- 2009: Will Rap Over Hard Rock for Food (Gesang, Gitarre)
- 2016: Demos for Sale (Gesang, Gitarre)

### Primitive Race
- 2017: Soul Pretender (Gesang, Programmierung und Mix)

### Soloalben
- 2019: Joe Haze Session#2
- 2020: First Hellos and Last Goodbyes